# Batoua
Batoua est un village de la commune de Meiganga situé dans la région de l'Adamaoua et le département du Mbéré au Cameroun, à proximité de la frontière avec la République centrafricaine.

## Population
En 1967, Batoua comptait 320 habitants, principalement Gbayas et Bororos. Lors du recensement de 2005, 1 608 personnes y ont été dénombrées.